# Đeđezi
Đeđezi (en serbe cyrillique : Ђеђези) est un village du centre du Monténégro, dans la municipalité de Danilovgrad.

## Démographie

### Évolution historique de la population
| 1948 | 1953 | 1961 | 1971 | 1981 | 1991 | 2003 |
| ---- | ---- | ---- | ---- | ---- | ---- | ---- |
| 150  | 134  | 91   | 93   | 35   | 19   | 29   |